# Nototylinae
Nototylinae zijn een onderfamilie van de loopkeverfamilie (Carabidae). De wetenschappelijke naam werd voor het eerst geldig gepubliceerd in 1927 door Max Bänninger.

## Taxonomie
Het volgende geslacht wordt bij de onderfamilie ingedeeld:
- Nototylus Gemminger & Harold, 1868